# A Matter of Life and Death (filme)
A Matter of Life and Death (bra: Neste Mundo e no Outro; prt: Caso de Vida ou de Morte), também conhecido como Stairway to Heaven, é um filme britânico de fantasia e romance de 1946 que se passa na Inglaterra durante a Segunda Guerra Mundial. Escrito, produzido e dirigido por Michael Powell e Emeric Pressburger, o filme é estrelado por David Niven, Roger Livesey, Raymond Massey, Kim Hunter e Marius Goring.

## Sinopse
Na Segunda Guerra Mundial, o avião do piloto inglês Peter Carter é abatido. Antes de cair ele faz contato com June, operadora de rádio da Força Aérea norte-americana, por quem se apaixona. Ele salta para a morte, mas esta misteriosamente não chega.